# 배터리시스템
배터리시스템은 전기차 배터리팩에 전장품과 배터리 관리시스템 등을 합친 체계의 부품이다.

## 상세
수십여 개의 배터리 셀(Cell)을 여러 개의 모듈로 묶은 것에, 전류, 전압, 온도를 관리하는 배터리 관리시스템(BMS)과 냉각 장치·전원 차단 장치 등을 추가하여 팩 형태로 만든 완제품이 배터리시스템이다. 즉 전동화 차량의 품질, 성능, 안전 등을 담당하는 고용량 및 고효율 장치로, 현대모비스가 개발했다. 현재 한국, 중국, 체코에서 배터리시스템 생산 라인을 가동 중이며, 미국과 인도네시아에도 신규 거점을 구축할 계획이다. 최근 독일의 자동차 회사인 폭스바겐과 배터리시스템 공급계약이 체결되어, 폭스바겐의 차세대 전기차 전용 플랫폼에 배터리시스템이 탑재될 예정이다.

## 같이 보기
전기차
현대모비스
현대자동차그룹